# Helmuth Hübener
Helmuth Hübener (8 de enero de 1925, Hamburgo - 27 de octubre de 1942, Plötzensee, Berlín) es célebre por ser el sentenciado a muerte más joven por el Tribunal Popular del Tercer Reich por repartir panfletos antibélicos cuando contaba con tan sólo 17 años de edad. 

## Biografía
Nacido en una familia apolítica y tercera generación de La Iglesia de Jesucristo de los Santos de los Últimos Días, por parte de su madre.
Siendo Boy Scout fue forzado a inscribirse en las Juventudes Hitlerianas cuando los scouts fueron suprimidos por los nazis.
A los 16 años, en 1941, Helmuth decidió participar activamente contra el régimen. Al poco tiempo comenzó a escribir panfletos antifascistas y contra la guerra los cuales comenzó a distribuir en forma secreta. Helmut dirigió su esfuerzo de resistencia reclutando a otros dos amigos de su misma edad- Rudolf Wobbe y Karl Schnibbe - junto con los cuales escuchaban la BBC y realizaban las copias de sus panfletos.
El 5 de febrero de 1942, Helmut fue arrestado por la Gestapo luego de ser denunciado por Heinrich Mohn, un miembro del partido nazi de su trabajo mientras trataba de traducir sus panfletos al francés para distribuirlos entre los prisioneros de guerra.
Luego de ser golpeado y capturado junto a sus otros dos amigos y compañero de trabajo Gerhard Düwer, fue juzgado en la "Corte del Pueblo" el 11 de agosto de 1942 aplicando las leyes juveniles del régimen decretadas por el Juez Roland Freisler.
Helmut fue declarado culpable de conspiración, alta traición y de ayudar al enemigo siendo en toda la guerra el prisionero más joven en ser condenado a muerte por la Alemania nazi. 
Los abogados y la madre de Hubener solicitaron clemencia en este caso, pidiendo cambiar la sentencia a cadena perpetua. Inclusive la Gestapo estuvo de acuerdo con ello, considerando que Hubener había confesado y se había declarado culpable y mostraba ser una persona moralmente incorruptible. 
El 27 de octubre de 1942, se lo condenó a muerte. A la 1:05pm se le comunicó a Hubener, quien únicamente solicitó escribir tres cartas: Una para su madre, una para sus abuelos y una última para sus amigos de la Iglesia. Helmuth Hubener fue ejecutado en la guillotina esa noche. Sus amigos fueron condenados a 5 y 10 años de prisión.

## Reacciones
En su congregación, al tiempo de saberse de su arresto algunos miembros se pusieron a favor y otros en contra. De hecho, dos días después de su arresto, Helmuth fue excomulgado de la Iglesia por las autoridades locales. Su excomunión fue revocada en 1946, luego de la derrota alemana, y vuelto a registrar como miembro de la Iglesia con la nota de "excomulgado por error" debido a que los líderes locales no habían seguido el procedimiento especificado por la Iglesia.
A pesar de la orientación pro nazi de muchos líderes y miembros de la Iglesia, hubo miembros que se opusieron abiertamente a permitir consignas nazis e inclusive algunos fueron amenazados con "después de los judíos, los mormones serán los siguientes".
Helmuth Hubener expresó su convicción en la justicia de sus actos al escribir en el día de su ejecución a un amigo: "¡Yo sé que Dios vive y que Él será un Juez Justo en esta materia... Yo veo hacia adelante mirándote en un mundo mejor!".
Actualmente existe un centro juvenil y una calle nombrada Helmuth Hübener en su honor en Hamburgo. Asimismo en la cárcel de Plotzensee se conserva una exhibición acerca de su lucha, su juicio y su ejecución, lugar donde ofrendas florales son depositadas por él y por otros que lucharon contra el régimen nazi.

## Repercusión
Su historia ha sido contada en varios libros y ha sido sujeto de variados estudios. 
En 1969 el escritor Günter Grass escribió Örtlich betäubt ("Local anesthetic").
Karl Schnibbe escribió "Cuando la verdad es traición" y en 1989 Rudolf Wobbe publicó "Ante el tribunal de sangre"
En el 2003 se publicó Hübener vs. Hitler; A Biography of Helmuth Hübener, Mormon Teenage Resistance Leader, de Richard Lloyd Dewey.
En BYU.tv regularmente se exhibe un documental de 2001 llamado "Verdad y Convicción" y está en rodaje una película que relata su lucha protagonizada por Haley Joel Osment, conocido por su papel en la película "Sexto Sentido".
En el 2008 se publicó The Boy Who Dared de Susan Campbell Bartoletti
Truth & Treason, un largometraje basado en la vida de Hübener está actualmente en preproducción por Russ Kendall, Micah Merrill y Matt Whitaker de Kaleidoscope Pictures, basado en un guion de Ethan Vincent and Matt Whitaker. Haley Joel Osment estelarizará como Helmuth Hübener y Max Von Sydow actuará como el juez Karl Engert, quien lo condenó a muerte bajo órdenes de Adolf Hitler. Whitaker dirigirá el film, el cual empezará rodaje de fotografía principal en el otoño de 2010.